# رجال وراء الشمس
رجال وراء الشمس (بالإنجليزية: Men Behind The Sun)‏، هو فيلم صيني من نوع حربي ورعب، أنتج سنة 1988، ويتحدث عن وحدة 731 تابعة للجيش الياباني أثناء الحرب الصينية اليابانية الثانية والمجزرة التي ارتكبتها القوات اليابانية من خلال تجارب الأسلحة الكيمياوية والجرثومية التي أدت إلى لمقتل الآلاف من الصينيين.

## ردود الفعل
وقد منع العرض في اليابان بسبب ما قيل بأنه تشويه صورة اليابان في الخارج والداخل.

## وصلات خارجية
- رجال وراء الشمس على موقع IMDb (الإنجليزية)
- رجال وراء الشمس على موقع روتن توميتوز (الإنجليزية)
- رجال وراء الشمس على موقع نتفليكس (الإنجليزية)
- رجال وراء الشمس على موقع ألو سيني (الفرنسية)
- رجال وراء الشمس على موقع Turner Classic Movies (الإنجليزية)
- رجال وراء الشمس على موقع أول موفي (الإنجليزية)
- رجال وراء الشمس على موقع فيلمافينيتي (الإسبانية)
- رجال وراء الشمس على موقع قاعدة بيانات الفيلم (الإنجليزية)
- رجال وراء الشمس على موقع ليتربوكسد (الإنجليزية)
- رجال وراء الشمس على موقع كينوبويسك (الروسية)